# Joe Hansen
Joseph Leroy Hansen (Richfield, 16 giugno 1910 – New York, 18 gennaio 1979) è stato un politico e pubblicista statunitense.
È stato, inoltre, uno dei maggiori esponenti del troskismo negli Stati Uniti dopo la morte di Trotsky.
Ha trascorso la sua gioventù a Richfield (Utah) ed è stato segretario di Trotsky in Messico (1937 - 1940). Successivamente, viene eletto nella direzione del Socialist Worker's Party (1940) e nel 1963 costituisce il Segretariato Unificato della Quarta Internazionale (con Ernest Mandel, Pierre Franck e Livio Maitan). 
Ha pubblicato molti articoli e saggi su diverse riviste tra le quali Intercontinental Press.